# Phở không người lái

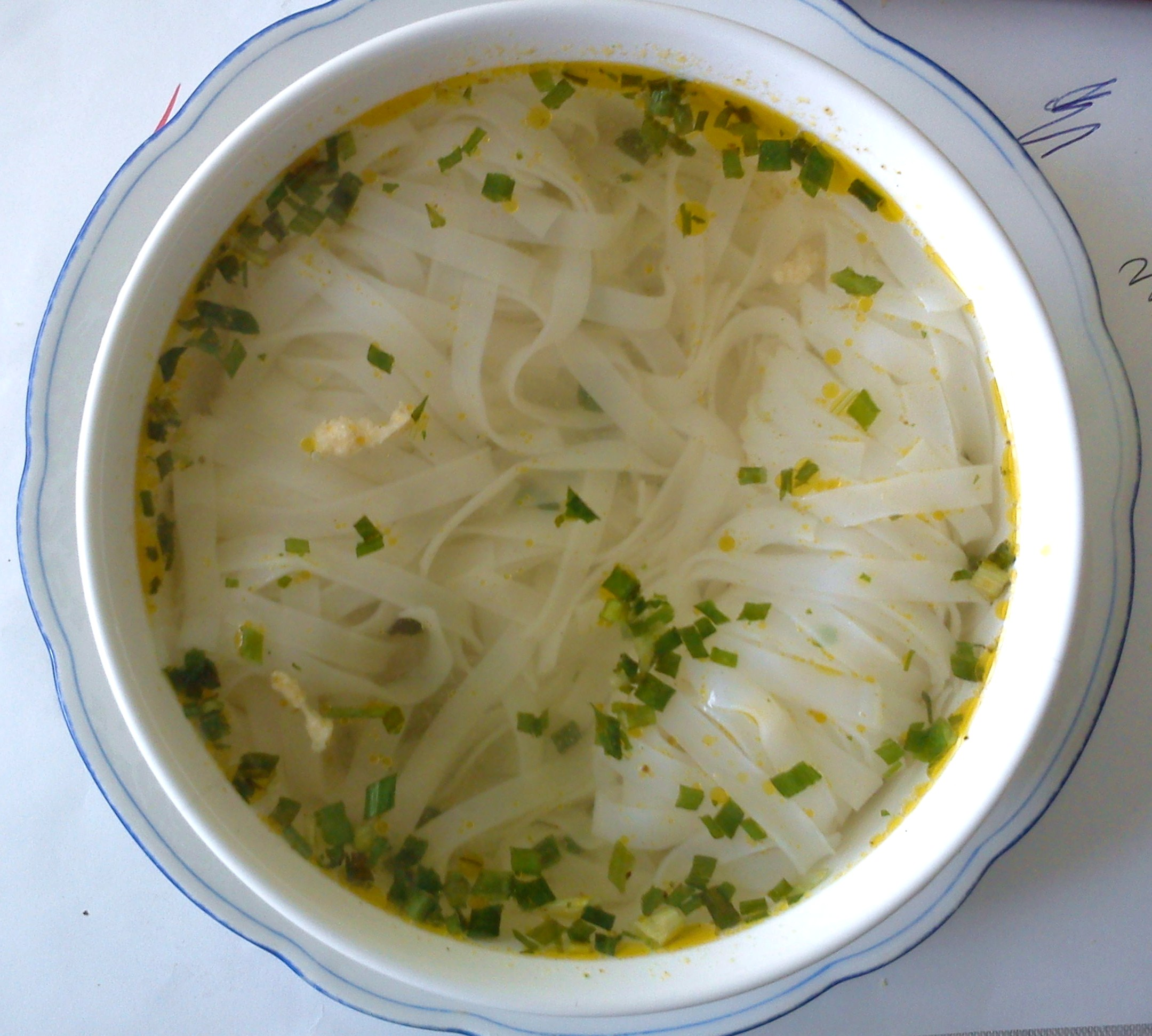
Một bát phở không người lái.

Phở không người lái là một cách chế biến của món phở, theo đó phở được phục vụ chỉ có bánh và nước dùng, không có thịt. Tên gọi này thường sử dụng phổ biến trong thời bao cấp tại miền bắc Việt Nam.

## Lịch sử
Sau thời kỳ cải tạo kinh tế tại miền Bắc Việt Nam, ở Hà Nội đa phần có các quán phở mậu dịch, trong đó món phở được phục vụ không có thịt mà chỉ có nước dùng và bánh phở. Món phở này được ăn kèm với bánh mì hoặc cơm nguội. Tên gọi của món ăn lấy ý tưởng từ thời chiến tranh Việt Nam, Mỹ thường dùng máy bay không người lái do thám miền Bắc Việt Nam. Phở không người lái được cho là bắt nguồn từ các cửa hàng ăn uống mậu dịch quốc doanh, nhưng tên lại do người dân đặt. Đây là một món ăn phổ biến với tầng lớp lao động bình dân trong xã hội. Thậm chí tại Hà Nội, món phở không người lái đã góp phần tạo nên văn hóa xếp hàng ở thành phố ("phở chờ"). Theo giá từ những năm thập niên 1970 tại miền Bắc Việt Nam, phở không người lái có giá là một hào rưỡi. Tên món phở không người lái đã được sử dụng phổ biến ở các tỉnh miền Bắc Việt Nam, đặc biệt là Hà Nội, và sau này là cả nước khi đến thời kỳ bao cấp.
Thời điểm ra đời, món phở không người lái tuy không có thịt nhưng vẫn được nêm đầy đủ gia vị. Có nhiều ý kiến khác nhau về cách chế biến của phở không người lái. Cách chế biến được cho là phổ biến nhất khi đó là dùng nước sôi nêm bột ngọt thành nước dùng và ăn kèm với bánh phở, trên cùng không có miếng thịt nào. Tuy nhiên theo nhà văn Băng Sơn, nước dùng của phở không người lái là nước thịt nhưng chỉ có một chút xương lợn và đôi lúc là nước luộc su hào; nếu muốn ngọt hơn, người nấu sẽ cho thêm đường như nước chan hủ tiếu. Bài viết trên báo VietnamPlus thì lại cho rằng phở không người lái được chế biến từ nước lã đun cùng gừng nướng, hành nướng và mỳ chính nêm vào để tạo một nồi nước dùng "trong veo, ngọt lừ". Món phở không người lái khi đó được mô tả là "có nước dùng trong veo và thậm chí rất nhạt cùng với bánh phở".
Vào năm 2012, một nhà hàng đương đại tại Hà Nội mang tên "Cửa hàng ăn uống mậu dịch quốc doanh số 37" đã được thành lập, với hình thức và nội dung mang chủ đề của một hàng ăn uống mậu dịch quốc doanh thời bao cấp. Quán có phục vụ món phở không người lái để trở lại "thời bao cấp gian khổ với những món ăn "đạm bạc", "nghèo đạm và ít... tiền"".